# Pithole City
Pithole City ist eine Geisterstadt im Venango County in Pennsylvania. Sie wurde 1865 während des Ölbooms im westlichen Pennsylvania errichtet und nach knapp zwei Jahren wieder verlassen.

## Geschichte
Als 1859 Edwin L. Drake bei Titusville die erste erfolgreiche Erdölbohrung durchführte, kam es unmittelbar darauf zu einem Ölrausch in dieser Region. Pithole City entstand als Boomtown in dieser Anfangszeit kommerzieller Ölbohrungen, nachdem die Investoren Frazier und Faulkner am Pithole Creek am 7. Januar 1865 eine erfolgreiche Bohrung durchgeführt hatten, die eine tägliche Fördermenge von 250 Barrel erbrachte. Nur wenig später gelang einer konkurrierenden Firma in unmittelbarer Nähe eine ähnlich ertragreiche Bohrung. In nur wenigen Tagen strömten daraufhin mehrere tausend Spekulanten und Arbeiter, darunter viele Veteranen aus dem Amerikanischen Bürgerkrieg, nach Pithole City. Dort leasten sie Land zu einem Preis von 3.000 US-Dollar für einen halben Acre. Die entstehende Stadt wurde komplett aus Holz errichtet, um Zeit zu sparen. Viele der Gebäude waren von minderwertiger Qualität, wie zum Beispiel das zweigeschossige und für 60 Gäste ausgelegte Astor Hotel, welches innerhalb nur eines Tages erbaut wurde. Ein weiteres Problem war die Wasserversorgung, welches von weit entfernten Quellen in den Ort gebracht werden musste, sowie die fehlende Müllbeseitigung. Bis September des Jahres 1865 hatte Pithole City eine Bevölkerungszahl von über 15.000 sowie etliche Hotels, Theater und eine eigene Zeitung.
Als im folgenden Jahr die Erdölproduktion dramatisch einbrach und schwere Brände die Holzgebäude der Stadt zerstörten, verließen die Einwohner den Ort. 1878 wurde das Gelände von Pithole City, dessen Wert zur Hochzeit des Ölbooms 2 Millionen US-Dollar betragen hatte, für etwas mehr als vier US-Dollar vom Venango County aufgekauft.
Am 20. März 1973 wurde Pithole City in das National Register of Historic Places aufgenommen.